# ヘンリー・リズリー (第3代サウサンプトン伯)
第3代サウサンプトン伯爵ヘンリー・リズリー（英語: Henry Wriothesley, 3rd Earl of Southampton, KG、1573年10月6日 - 1624年11月10日）は、イングランドの貴族。
ウィリアム・シェイクスピアのパトロンだったことや第2代エセックス伯ロバート・デヴァルーの側近だったことなどで知られる。

## 経歴

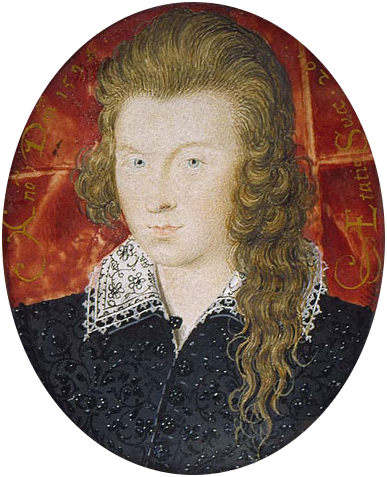
1594年（21歳）の頃のサウサンプトン伯（ニコラス・ヒリアード画）

1573年10月6日、第2代サウサンプトン伯爵ヘンリー・リズリーとその妻メアリー(初代モンタギュー子爵アンソニー・ブラウンの娘)の間の長男としてサセックスのコードレイ・ハウスに生まれる。
1581年に父の死により爵位を継承した。ケンブリッジ大学と法学院で学んだ後、1590年頃から女王エリザベス1世の宮廷に仕えるようになった。

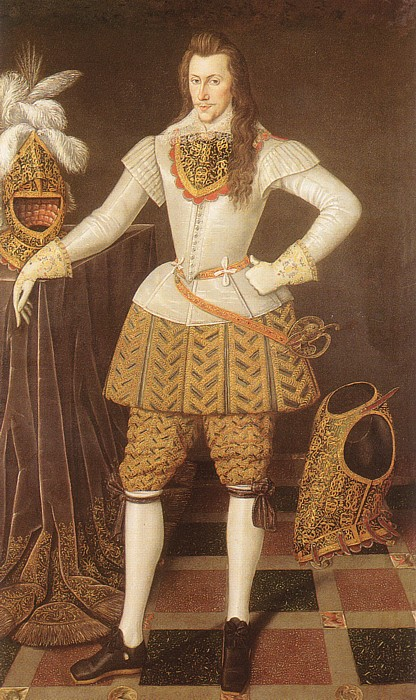
1600年頃のサウサンプトン伯の肖像画

文芸者の保護に熱心であり、特にウィリアム・シェイクスピアのパトロンだったことで知られる。シェイクスピアとはダービー伯爵ファーディナンド・スタンリーを通して知り合ったとされ、1593年に出版された『ヴィーナスとアドーニス』と1594年作の『ルークリース凌辱』は金銭援助のお礼としてシェイクスピアからサウサンプトン伯に献呈されたものである。また1593年にダービー伯（当時ストレンジ男爵）と海軍大臣一座のパトロンである海軍卿のエフィンガムのハワード男爵チャールズ・ハワード、ペンブルック伯一座のパトロンであるペンブルック伯ヘンリー・ハーバートとオックスフォードの夕食会で会ったことが記録され、この場にいたとされ夕食会の雰囲気を参考にしたといわれるシェイクスピアが作った『恋の骨折り損』でストレンジ男爵とサウサンプトン伯をモデルにした人物が登場している。
宮廷内では女王の寵臣である第2代エセックス伯ロバート・デヴァルーの側近であり、1596年から1597年にかけてのエセックス伯のカディスとアゾレス諸島への遠征に従軍した。1598年にはエリザベス1世の女官であるエリザベス・ヴァーノンとひそかに結婚したことで女王の不興を買い、エセックス伯の弁護もむなしく、一時彼女とともにフリート監獄に投獄されている。
1599年3月から9月にかけてエセックス伯率いるアイルランド反乱鎮圧軍に従軍した。この際エセックス伯はサンサンプトン伯を鎮圧軍の騎兵隊司令官にしようとしたが、女王が許可しなかったため、エセックス伯の個人的友人として従軍することになった。しかし結局この鎮圧軍は反乱鎮圧に失敗しており、エセックス伯とサウサンプトン伯は9月にもロンドンへ逃げ帰ってきた。エセックス伯への女王の寵愛もいよいよ失われ、宮廷内の権力はロバート・セシルに傾いていった。
不満を抱くエセックス伯派は1601年1月末から2月初旬にかけてサウサンプトン伯の屋敷に集まって陰謀を企てるようになり、2月8日にクーデターを決行した。しかしその日のうちに鎮圧されてエセックス伯とサウサンプトン伯はロンドン塔に投獄された。2人は2月19日に裁判にかけられ、大逆罪で死刑判決を受けた。この時エセックス伯は自らの死刑を受け入れる代わりに若いサウサンプトン伯に女王の慈悲がほしいと乞うた。これが功を奏したのか、サウサンプトン伯はロンドン塔終身投獄に減刑されている。クーデター前日の2月7日、エセックス伯一味はシェイクスピア所属の劇団宮内大臣一座に金を払い民衆を扇動する目的でクーデターと廃位にかこつけた『リチャード二世』を上演、エセックス伯らが逮捕された後一座は事件関与の疑いで政府から取り調べを受けたが、お咎め無しに終わっている。
1603年にエリザベス1世が崩御してジェームズ1世が即位するとただちに釈放された。剥奪されていた爵位も回復し、1604年からはハンプシャー知事に就任した。さらにかつてエセックス伯が所持していたワイン輸入税の独占権も手に入れている。
1605年からはバージニア植民地や東インド会社の経営などに参加して主に植民地関連で活躍するようになる。

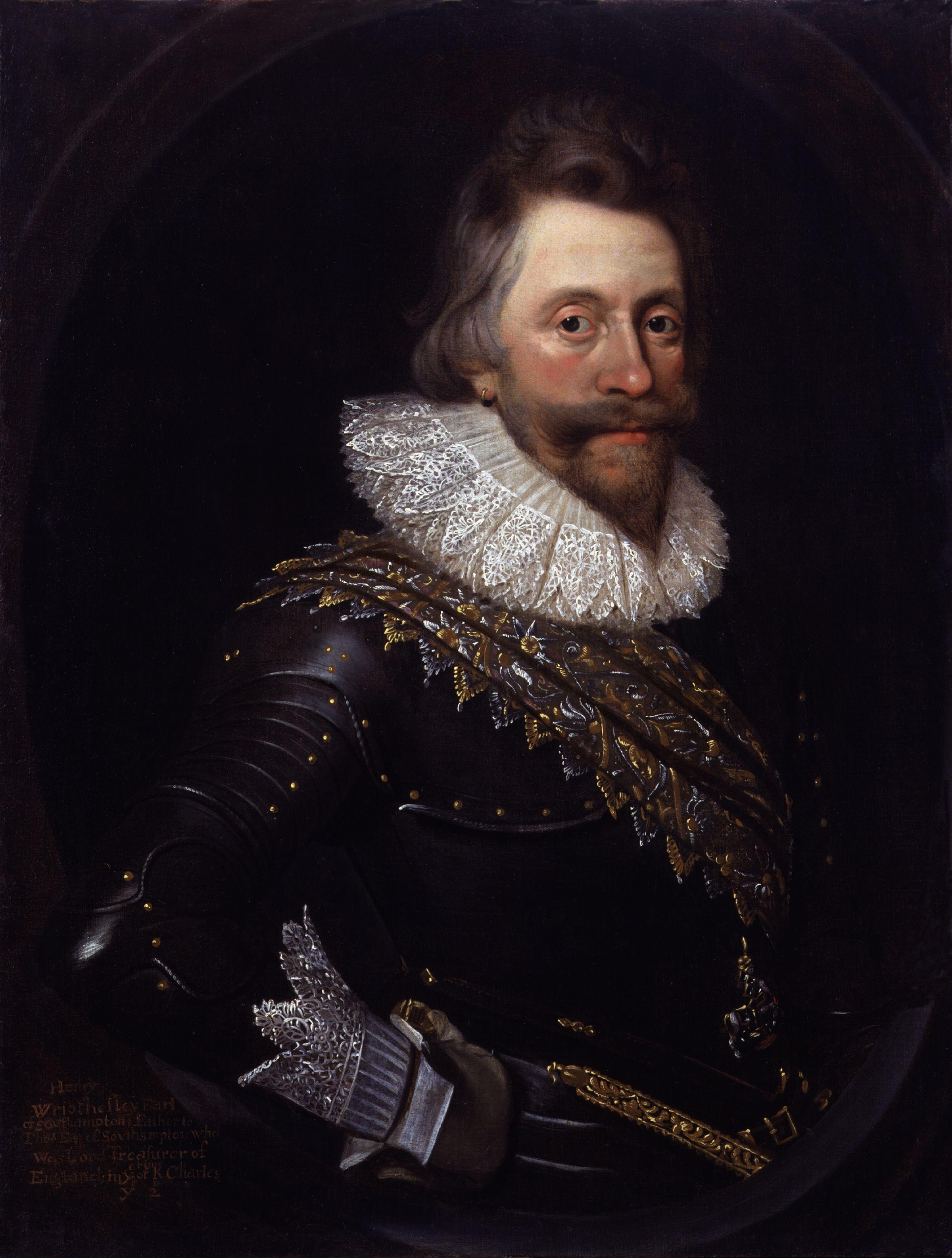
1618年頃のサウサンプトン伯（ダニエル・マイテンス画）

ジェームズ1世の宮廷内では第3代ペンブルック伯ウィリアム・ハーバートらとともにプロテスタント派として行動し、初代ノーサンプトン伯爵ヘンリー・ハワードや初代サフォーク伯爵トマス・ハワードらカトリックのハワード家と対立した。後に初代バッキンガム公となるジョージ・ヴィリアーズがハワード派の初代サマセット伯爵ロバート・カーに取って代わるのを支援した。
三十年戦争に志願兵を率いて従軍していた際の1624年11月10日にオランダのベルヘン・オプ・ゾームで戦病死した。

## エピソード
愛猫家であった彼がロンドン塔に投獄された際、愛猫のトリクシーも一緒に牢獄で過ごせるよう嘆願し、これを許されたという。

## 栄典

### 爵位
1581年10月4日に父が死去し、以下の爵位を継承した。
- 第3代サウサンプトン伯爵 (3rd Earl of Southampton)
(1547年2月16日の勅許状によるイングランド貴族爵位)
- サウサンプトン州におけるティッチフィールドの第3代リズリー男爵 (3rd Baron Wriothesley, of Titchfield in the County of Southampton)
(1544年1月1日の勅許状によるイングランド貴族爵位)

1601年2月19日に大逆罪で有罪となり、爵位没収。1603年7月21日に爵位復活。

### 勲章
- 1603年、ガーター騎士団(勲章)ナイト(KG)[2]

## 家族
1598年にジョージ・ヴァーノンの娘でエリザベス女王の女官であるエリザベス(-1655)と結婚。彼女との間に以下の5子を儲ける。
- 長女ペネロペ（1598年 - 1667年）：ウォームレイトンの第2代スペンサー男爵ウィリアム・スペンサー（英語版）と結婚
- 次女アン（1600年 - ?）：庶民院議員ロバート・ウォロップ（英語版）と結婚
- 長男ジェイムズ（英語版）（1605年 - 1624年）：リズリー卿の儀礼称号を称する。父に先立って死去。
- 次男トマス（1607年 - 1667年）：第4代サウサンプトン伯爵位を継承
- 三女エリザベス（生没年不詳）：トマス・エストコートと結婚。